# Golden Gala 2025
Golden Gala 2025, właśc. Golden Gala Pietro Mennea – Presented by IP 2025 – 45. edycja międzynarodowego mityngu lekkoatletycznego, który odbył się 6 czerwca 2025 roku na Stadionie Olimpijskim w Rzymie. Zawody były piątą odsłoną znajdującej się w kalendarzu Diamentowej Ligi, cyklu najbardziej prestiżowych mityngów lekkoatletycznych, organizowanych pod egidą World Athletics w sezonie 2025.

## Program mityngu
Źródło: rome.diamondleague.com.
| Godzina | Konkurencja                |
| ------- | -------------------------- |
| 21:01   | Skok wzwyż                 |
| 21:16   | Bieg na 1500 m             |
| 21:27   | Pchnięcie kulą             |
| 21:35   | Skok w dal                 |
| 21:59   | Bieg na 400 m              |
| 22:38   | Bieg na 100 m              |
| 22:27   | Bieg na 110 m przez płotki |

| Godzina | Konkurencja                |
| ------- | -------------------------- |
| 19:15   | Skok o tyczce              |
| 19:30   | Rzut dyskiem               |
| 19:48   | Trójskok                   |
| 21:04   | Bieg na 400 m przez płotki |
| 21:31   | Bieg na 5000 m             |
| 22:13   | Bieg na 200 m              |
| 22:49   | Bieg na 1500 m             |

## Wyniki
| WL – najlepszy wynik na listach światowych w sezonie \| AR – rekord kontynentu \| NR – rekord kraju \| PB – rekord życiowy \| SB – najlepszy wynik w sezonie \| MR – rekord mityngu |

### Mężczyźni
| Konkurencja                | 1. miejsce      | Rezultat | 2. miejsce        | Rezultat | 3. miejsce                 | Rezultat |
| Bieg na 100 m              | Trayvon Bromell | 9,84     | Emmanuel Eseme    | 9,99     | Ferdinand Omanyala         | 10,01    |
| Bieg na 400 m              | Quincy Hall     | 44,22    | Zakithi Nene      | 44,23    | Busang Collen Kebinatshipi | 44,51    |
| Bieg na 1500 m             | Azeddine Habz   | 3:29,72  | Timothy Cheruiyot | 3:29,75  | Anass Essayi               | 3:30,74  |
| Bieg na 110 m przez płotki | Jason Joseph    | 13,14    | Cordell Tinch     | 13,14    | Dylan Beard                | 13,28    |
| Skok wzwyż                 | Woo Sang-hyeok  | 2,32     | Ołeh Doroszczuk   | 2,30     | Romaine Beckford           | 2,26     |
| Skok w dal                 | Liam Adcock     | 8,34     | Mattia Furlani    | 8,13     | Miltiadis Tendoglu         | 8,10     |
| Pchnięcie kulą             | Tom Walsh       | 21,89    | Zane Weir         | 21,67    | Rajindra Campbell          | 21,64    |

### Kobiety
| Konkurencja                | 1. miejsce        | Rezultat | 2. miejsce                  | Rezultat | 3. miejsce               | Rezultat |
| Bieg na 200 m              | Anavia Battle     | 22,53    | Amy Hunt                    | 22,67    | Marie-Josée Ta Lou-Smith | 22,75    |
| Bieg na 1500 m             | Sarah Healy       | 3:59,17  | Sarah Billings              | 3:59,24  | Abbey Caldwell           | 3:59,32  |
| Bieg na 5000 m             | Beatrice Chebet   | 14:03,69 | Freweyni Hailu              | 14:19,33 | Nadia Battocletti        | 14:23,15 |
| Bieg na 400 m przez płotki | Andrenette Knight | 53,67    | Ayomide Folorunso           | 54,21    | Rushell Clayton          | 54,31    |
| Skok o tyczce              | Sandi Morris      | 4,80     | Gabriela Leon Roberta Bruni | 4,65     | –                        | –        |
| Trójskok                   | Shanieka Ricketts | 14,64    | Leyanis Pérez Hernández     | 14,46    | Thea LaFond              | 14,30    |
| Rzut dyskiem               | Valarie Allman    | 69,21    | Yaimé Pérez                 | 66,63    | Jorinde van Klinken      | 65,77    |

## Rekordy
Podczas mityngu ustanowiono 4 krajowe rekordy w kategorii seniorów:
| Zawodnik          | Reprezentacja | Konkurencja    | Rezultat |
| ----------------- | ------------- | -------------- | -------- |
| Robert Farken     | Niemcy        | bieg na 1500 m | 3:30,80  |
| Nadia Battocletti | Włochy        | bieg na 5000 m | 14:23,15 |
| Beatrice Chebet   | Kenia         | bieg na 5000 m | 14:03,69 |
| Samuel Pihlström  | Szwecja       | bieg na 1500 m | 3:30,87  |